# Sueño contigo
Sueño contigo es el cuarto álbum de estudio de la orquesta Grupo 5, publicado en 1984 por la compañía discográfica Infopesa. Este álbum es la última colaboración de Alberto Maraví como productor y de su sello Infopesa como discográfica. Incluye la mitad de temas en cumbia y la otra mitad en música disco.

## Carátula y título
En la carátula se puede observar al Grupo 5 con la formación oficial de la época sosteniendo el disco de Oro, obtenidos por ventas con el disco anterior. El título es homónimo al sencillo en cumbia que define el futuro del estilo musical de la agrupación.

## Lista de canciones
| Lado A |                                  |        |                    |          |  |
| N.º    | Título                           | Letras | Intérprete(s)      | Duración |  |
| 1.     | «Parranda cumbiambera» (cumbia)  |        | Elmer Yaipén Uypan | 3:27     |  |
| 2.     | «El desquite» (cumbia)           |        | Elmer Yaipén Uypan | 3:43     |  |
| 3.     | «Necesito de ti» (cumbia)        |        | Elmer Yaipén Uypan | 3:58     |  |
| 4.     | «Tómalo o déjalo» (cumbia)       |        | Elmer Yaipén Uypan | 3:25     |  |
| 5.     | «He nacido para amarte» (cumbia) |        | Elmer Yaipén Uypan | 3:09     |  |

| Lado B |                                  |                 |                    |          |  |
| N.º    | Título                           | Letras          | Intérprete(s)      | Duración |  |
| 1.     | «Medley disco» (música disco)    |                 | Lucho Paz          | 3:27     |  |
| 2.     | «Llévatela» (balada)             |                 | Lucho Paz          | 3:43     |  |
| 3.     | «Nunca, nunca más» (cumbia)      |                 | Elmer Yaipén Uypan | 3:58     |  |
| 4.     | «Sueño contigo» (cumbia)         | Humberto Caycho | Lucho Paz          | 3:25     |  |
| 5.     | «Paso la vida pensando» (cumbia) | José Feliciano  | Elmer Yaipén Uypan | 3:09     |  |

## Créditos

### Músicos
- Bajo: Lázaro Puicón Alvino
- Batería y timbales: Walter Yaipén Uypan
- Cantantes: Elmer Yaipén Uypan, Luis "Lucho" Paz Díaz
- Coros: Luis "Lucho" Paz Díaz
- Güiro y tumbas: Klitho Quesquén Niquén
- Guitarra 1: Victor Yaipén Uypan
- Guitarra 2: Jorge Uypan Caro
- Órgano, piano y sintetizador: Javier Yaipén Uypan
- Trombones: Max Ucañay Millones, Juan Gustavo Millones
- Trompeta 1: Max Ucañay Millones
- Trompeta 2: Juan Gustavo Millones

### Producción
- Arreglos: Victor Yaipén Uypan
- Dirección general: Elmer Yaipén Uypan
- Dirección musical: Victor Yaipén Uypan
- Productor musical: Alberto Maraví